# Gastón Lódico
Gastón Andrés Lodico (Avellaneda, 1998. május 28. –) argentin labdarúgó.

## Pályafutása

### Klubcsapatokban
2008-ban csatlakozott a CA Lanús korosztályos csapataihoz a Racing Clubtól. 2018-ban került fel az első csapatba az U20-as korosztályból. Január 27-én gólpasszal mutatkozott be a Patronato ellen kezdőként az argentin első osztályban. Április 21-én megszerezte első bajnoki gólját a San Martín csapata ellen a bajnokságban. November 27-én újból eredményes volt, ezúttal az Independiente ellen 1–0-ra megnyert bajnoki találkozón. A 2017–2018-as és a 2018–2019-es idényben is tizennégy-tizennégy bajnoki mérkőzésen kapott szerepet csapatában, majd a 2019-2020-as szezonban már kevesebb alkalommal, összesen négyszer. 2020 januárjában a Ferencváros érdeklődött átigazolása felől, a zöld-fehér klub január 7-én jelentette be hivatalosan a szerződtetését. Lodico másfél évre, kölcsönben érkezett a magyar csapathoz. Összesen öt bajnoki mérkőzésen 138 percnyi játéklehetőséget kapott a bajnoki címet szerző csapatban, majd a szezon végén távozott a klubtól.

## Statisztika
2020. június 23-i állapot szerint.
| Klub        | Szezon   | Bajnokság        | Bajnokság | Bajnokság | Kupa  | Kupa  | Ligakupa | Ligakupa | Nemzetközi | Nemzetközi | Egyéb | Egyéb | Összesen | Összesen |
| Klub        | Szezon   | Osztály          | Mérk.     | Gólok     | Mérk. | Gólok | Mérk.    | Gólok    | Mérk.      | Gólok      | Mérk. | Gólok | Mérk.    | Gólok    |
| ----------- | -------- | ---------------- | --------- | --------- | ----- | ----- | -------- | -------- | ---------- | ---------- | ----- | ----- | -------- | -------- |
| Lanús       | 2017–18  | Primera División | 14        | 1         | 0     | 0     | —        | —        | 2          | 0          | 0     | 0     | 16       | 1        |
| Lanús       | 2018–19  | Primera División | 14        | 1         | 0     | 0     | —        | —        | 0          | 0          | 0     | 0     | 14       | 1        |
| Lanús       | 2019–20  | Primera División | 4         | 0         | 0     | 0     | —        | —        | 0          | 0          | 0     | 0     | 4        | 0        |
| Összesen    | Összesen | Összesen         | 32        | 2         | 0     | 0     | —        | —        | 2          | 0          | 0     | 0     | 34       | 2        |
| Ferencváros | 2019–20  | NB I.            | 5         | 0         | 0     | 0     | —        | —        | 0          | 0          | 0     | 0     | 5        | 0        |
| Ferencváros | Összesen | Összesen         | 5         | 0         | 0     | 0     | —        | —        | 0          | 0          | 0     | 0     | 5        | 0        |

1. ↑  Copa Argentina
2. ↑  Copa Libertadores és a Copa Sudamericana

## Sikerei, díjai
Ferencvárosi TC
- Magyar bajnok (1): 2019–2020[8]

## További Információk
- Gastón Lodico adatlapja a Transfermarkt honlapján (angolul)
- Gastón Lódico adatlapja a Soccerway oldalon (angolul)